# Anagramă

O anagramă a numelui lui Ion Budai-Deleanu: Leon Dianeu=Ion Deleanu

Anagramă se numește un cuvânt sau o frază care se obține prin schimbarea ordinii literelor unui alt cuvânt sau ale unei alte fraze. 

## Prezentare
Termenul de anagramă (ανάγραμμα) provine de la cuvintele grecești ανά („ana“) = „întoarcere, răsturnare” și γραμμα („gramma“) = „literă”. Procedura în sine se numește anagramare. Când în noul cuvânt format prin anagramare există mai mult de două litere care se succed identic ca în cuvântul de bază, rezultă o anagramă imperfectă.
Primele anagrame cunoscute au rămas de la poetul grec Lycophron (sec. III î.Hr.), care a trăit în Egipt, fiind unul dintre cei șapte înțelepți care formau pleiada poetică de la curtea lui Ptolemaios Philadelphul. Din numele regelui Ptolemaios (Πτολεμαϊος), Lycophron a realizat anagrama Apomelitos (απο μελιτος = „care provine din miere”), iar numele reginei Arsinoe (Αρσινοη) l-a anagramat ca Ion Eras (ϊον ‘Ηρας = „violeta Iunonei”), pentru a-i flata și a le câștiga bunăvoința.
În secolele 12-13 anagrama a fost mult utilizată de evreii cabaliști. „Themura“ („schimbare”), a treia carte a Cabalei, prezintă arta de a face anagrame. Cabaliștii credeau că anagramele obținute asfel, denumite Zeruph, ascund semnificații mistice.
În Europa, în Evul Mediu, anagramiștii s-au străduit mai ales să formeze anagrame din textele religioase. Un exemplu celebru este „Ave Maria, gratia plena, Dominus tecum“ = „Virgo serena, pia, munda et immaculata“.
O altă anagramă medievală faimoasă se întemeiază pe întrebarea lui Pilat din Pont la judecarea lui Iisus din Nazaret: „Quid est veritas ?“ („Care este adevărul ?”). Răspunsul poate fi obținut prin anagramare: „Est vir qui adest“ („Este omul dinaintea ta”)
.
Când regele Carol al IX-lea al Franței i-a prezentat-o pe Marie Touchet (amanta sa) lui Henric de Navarra, i-a cerut acestuia să compuna o anagramă din numele ei. Henric a realizat următoarea: „Je charme tout“ („Eu farmec totul”). 
O anagramă rămasă celebră provine de la Galileo Galilei care, studiind mișcarea planetei Saturn, a observat două corpuri cerești de dimensiuni reduse care păreau a se mișca odată cu planeta. Pentru a nu lăsa dubii cu privire la paternitatea descoperirii, pe care era însă insuficient pregătit să o anunțe în mod public, i-a trimis pe 25 iulie 1610 lui Johannes Kepler, și celorlalți astronomi ai vremii, următoarea anagramă smaismrmilmepoetaleumibunenugttauiras.
Kepler a găsit următoarea soluție a anagramei Salve umbistineum geminatum Martia proles („Salutări, sfere duble, copii ai lui Marte”) fapt constat ulterior a fi adevărat de astronomul Asaph Hall, care a descoperit că planeta Marte are două luni mici numite, Phobos și Deimos.
În fapt, anagrama originală trimisă de Galilei nu avea absolut nicio legătură cu Marte, ci cu planeta Saturn, soluția reală a anagramei fiind „Altissimum planetam tergeminum observavi”, adică (Am urmărit cea mai înaltă dintre planete [Saturn] formată din trei părți). , 
Scriitorul francez François Rabelais și-a anagramat numele, obținând pseudonimul Alcofribas Nasier, cu care și-a semnat unele lucrări.
După căderea lui Napoleon, anagramiștii au născocit următoarea anagramă a numelui său: Napoléon Bonaparte = Bona rapta leno pone („Înapoiază bunurile furate pezevenghiule”).
Scriitorul clasic englez Samuel Butler (1835 - 1902) a scris, între altele, o utopie fantastică, cu titlul "Erewhon". Cuvântul Erewhon, inexistent în limba engleză, este anagrama cuvântului "nowhere" (nicăieri) și se referă la o țară imaginară, Țara de nicăieri. 
Scriitorul francez Boris Vian a folosit chiar mai multe pseudonime literare obținute prin anagramarea numelui său: Bison Ravi (bizon încântat), Baron Visi (baronul Visi) și Brisavion (fonetic: sfarmă avion). 
În 1939, poetul francez André Breton i-a găsit lui Salvador Dalí anagrama „Avida Dollars”, care, fonetic, are aceeași pronunție ca  „avide à dollars”, care în franceză înseamnă „avid de dolari”.

## Anagrame în România
Mulți autori români și-au semnat operele cu pseudonime ce reprezintă anagrama numelui lor: 
- Scriitorul Ion Budai-Deleanu a semnat cu pseudonimul Leon Dianeu, anagrama numelui Ion Deleanu.[2]
- Poetul George Coșbuc a debutat în 1884 publicând în revista Tribuna din Sibiu sub pseudonimul C. Boșcu, anagrama numelui Coșbuc.[2]
- Octavian Goga și-a anagramat prenumele: Nic. Otavă.[2]
- Istoricul și criticul literar român Perpessicius a debutat ca poet în 1913 în revista „Versuri și proză”, semnând cu pseudonimul D. Pandara, un fel de anagramă compusă din inițiala prenumelui său și din începutul numelui de familie al tatălui, Pan(ait) și al mamei sale Dara(ban).
- Teatrologul și prozatorul Ioan Massoff a publicat între anii 1931 - 1938 în revista „Rampa“ sub pseudonimul Fosam, o anagramă a numelui Massoff.
- Poetul Mircea Ivănescu a scris poeme despre personajul Mopete, numele acestuia conține o anagramă a cuvintelor poet și poem.
- Sergiu Fărcășan a publicat sub pseudonimul Crișan Făgerașu lucrări ca O iubire din anul 41.042 sau Secretul inginerului Mușat.

Cea mai lungă anagramă din limba română are 16 litere: Electronavigație = Lactovegetarieni.
Nicolae Steinhardt remarca faptul că „România” este o anagramă pentru „om în rai”.
O altă anagramă pentru „România” este „armonia”.